# 高周波回路
高周波回路（こうしゅうはかいろ）は、広義の定義として『電気回路の一種で、集中定数回路では扱えず、分布定数回路として扱う回路』、或いは『電子部品が高周波で動作するとき、低周波で設計した場合の動作と一致しないような回路』のことである。
なお、最近の製品では、部品の小型化やIC化により集中定数での実現が一般的になってきており、数GHzで動作する回路であっても分布定数がほとんど使われないため、後者の定義となる。
無線機の回路の場合は、マイク～変調入力、検波出力～スピーカの回路を低周波回路と呼び、それ以外のアンテナまでの回路を高周波回路と呼ぶ。

## 高周波回路の特徴
極高周波（数GHz以上）の世界では、量子力学のように信号と波が同じように扱われる（あくまでも似ているというだけであり、高周波である波が量子と同じものというわけではない）ため、電圧と電流が同時に計測できない。そのため、Sパラメータなどの電力で考えて設計する。
また、回路素子が持つ微小な浮遊容量・浮遊インダクタンスが素子特性に影響する。
更に、信号が波として伝播するため、信号を計測するのに不確定性原理が作用する。
浮遊容量・浮遊インダクタンスを含めたインピーダンスのマッチングが重要になる（インピーダンス整合）。
根本的な考えは、マクスウェルの方程式から導出される高周波信号の伝播方程式による（分布定数回路）。
プリント基板や、集積回路内部の電磁場解析は、もっぱら、コンピュータを用いてマクスウェルの方程式を解く。
回路の配線・抵抗・コンデンサ・インダクタンスなどは、およそ1GHzを超えるような高周波で特性が変化し、それぞれに抵抗・コンデンサ・インダクタンスが新たに存在する等価回路に置き換わる。
また、一般のCMOSで構成されたトランジスタでは遅延時間が大きいため（数マイクロ秒程度）、高周波回路は専用のトランジスタを用いて回路を設計する。数GHz以上の回路ではガリウム砒素などのトランジスタを用いられることが多かったが、近年はSiGeトランジスタやRF CMOSが一般的になりつつある。使用周波数の高い半導体素子では静電破壊に弱くなる傾向があり、使用時に注意する必要がある。
高周波回路は特性の変化を考慮して作られ、設計の段階で特殊な技術を要するため、設計には高周波技術者と呼ばれる専門の技術者があたることが多い。企業内では、無線屋さんと俗称されることもある。

## 高周波回路の例
デジタル高周波回路では最新のCPUに部分的に利用され、アナログ回路として携帯電話、無線LAN、Bluetoothなど、無線通信やラジオの回路でも利用されている。
伝送線路
- マイクロストリップライン
- ストリップライン
- スロットライン
- コプレーナ導波路
- 同軸ケーブル

高周波スイッチ;
- SPSTスイッチ
- SPDTスイッチ

アッテネータ
入力信号を減衰させた信号を出力する高周波部品。減衰器。
DCブロック
入力信号の交流成分のみを出力端に出力し、直流成分を遮断する高周波部品。
基本的な回路構成としては、入力端と出力端が容量結合されている。
バイアスティー
入力信号の交流成分にバイアスの直流成分を合成した信号を出力端に出力する、あるいは、
入力信号の直流成分と交流成分を分配した信号を2つの出力端から出力する高周波部品。
インピーダンス変換器
例えば50Ωと75Ωのインピーダンスの変換に使われる高周波部品。
抵抗やトランス、マイクロストリップを用いたものや、オペアンプを用いた負インピーダンス変換機（NIC）などがある。
分配器など
- 分配器・分波器・分岐器
- 混合器
- 方向性結合器（Directional Coupler）

バラン
平衡・不平衡変換回路。
増幅器
- 低雑音増幅器(LNA)
- パワーアンプ(PA)

## 高周波回路用の測定機器
- ネットワーク・アナライザ
- TDR装置